# Süsüke, a sárkánygyerek
A Süsüke, a sárkánygyerek 2001-ben futott magyar televíziós bábfilmsorozat, amely a híres egyfejű Süsü fiáról, Süsükéről szól. A sorozat a Süsü, a sárkány című bábfilmsorozat folytatása Csukás István tollából. A sorozat 13 részből áll. A bábfilmsorozat előtt mesekönyvekben jelent meg először. A tévéfilmsorozat a Bábanimátor Kft. gyártásában készült. Műfaját tekintve fantasy filmsorozat és filmmusical-sorozat.

## Rövid tartalom
A történet pár évvel azután folytatódik, hogy a példátlanul népszerűségű Süsü elvette a Sárkánylányt, majd hazatér Sárkányföldre királynak. Megszületik Süsü első fia, Süsüke, a sárkánygyerek, aki megtanul járni, beszélni és játszani. Az értelmes és jóindulatú sárkánygyereknek barátai lesznek az öreg mindenes, a százéves varázsló, a szolmizáló sárkányok (Dó, Ré, Mi, Fá és Szó sárkány) és a Kiskirályfi. A nagy gyereknevetéstől zeng az ország, még a nap is visszatér, és beragyogja a földet. A történet gyermeki derűről és örömről szól, amely szebbé teszi az életet.

## Alkotói
- Író: Csukás István
- Rendező, báb- és látványtervező: Foky Ottó
- Társrendező: Szent-Andrássy Imre
- Zeneszerző: Bergendy István
- Operatőr: Bayer Ottmár, Tubay László
- Hangmérnök: George Born
- Hangeffektek: Gömöri V. István
- Hangproducer: Janicsák István
- Vágó: Ács Károly, Hermecz Tamás
- Díszlettervező: Orosz Klaudia
- Bábszínészek: Bartha Antal, Bartha Katalin, Czipott Gábor, Deák Sándor, Doboki László, Egervári József, Havas Zsolt, Kovács Árpád, Kovács Enikő, Kószás Barbara, Krain Edina, Ifj. Palkó József, S. Tóth Judit, Szilágyi Mária, Vadnay Tünde, Zoltán Annamária
- Súgó: Tarbay Júlia
- Báb- és makettgyártás: Csisztu Péter, Dely Teréz, Gáspár Ágnes, Molnár József, Ifj. Palkó József, Pap Judit, Reglán János, Soltész Edina, Vajda Judit, Zsengellér Miklós
- Kameratechnikus Csóka Zoltán, Huszka Ferenc
- Díszletépítő: Kovács Péter
- Díszletgyártás: BK Filmstúdió
- Technikus: Farkas Gábor
- Berendező: Stúdió Trumeau
- Kellék: Éri Anita
- Fővilágosító: Tréfás Imre
- Videó utómunka: Csontos István
- CGI-animáció: Deffi Film
- Rendezőasszisztens: Zavatyil G. Anita
- Színes technika: Szabó László
- Gyártásvezető: Balogh Erika
- Felvételvezető: Szekeres Balázs
- Szinkronrendező: Gál Erika

Támogatta a Nemzeti Kulturális Örökség Minisztériuma, az OTP Bank, az ISM – Ifjúsági és Sportminisztérium, az ORTT, a Magyar Mozgókép Alapítvány, a Környezetvédelmi Minisztérium és a Duna Televízió
Készítette a Duna Televízió megbízásából a Bábanimátor Kft., 2000–2001

## Szereplők
- Süsü – Bodrogi Gyula

Süsüke és a Kiskirályfi A bábfilmsorozatból

- Süsüke – Szalay Csongor, Szabó Dávid (ének)
- Süsüke bébi – Jónás Rita
- Mindenes – Makay Sándor
- Sárkánylány – Vándor Éva
- Apasárkány – ?
- varázsló – Uri István, Janicsák István (főcímdalban)
- Kiskirályfi – Czető Roland, Szabó Márton (ének)
- Kúrió – Hűvösvölgyi Ildikó
- mókus – Rudolf Teréz
- vakond – Háda János
- Dó sárkány – Harmath Imre
- Ré sárkány – Kálloy Molnár Péter
- Mi sárkány – Németh Gábor
- Fá sárkány – Forgács Gábor
- Szó sárkány – Pusztaszeri Kornél
- kiscsibe – Szokol Péter

## Epizódok
A bábfilmsorozat 2009-ben DVD-n jelent meg a debreceni RNR Média Kft. kiadásában.
| Sor. | Év. | Cím                         | Premier          |
| --- | --- | --------------------------- | ---------------- |
| 1. | 1.  | Megérkezés Sárkányföldre    | 2001. május 12.  |
| Süsü és a Sárkánylány hazatérnek Sárkányföldre, Süsüt kinevezzék Sárkányföld legjobb királyának. A királyi barlangból az Öreg mindenes kerül elő, akinek három feje van, mint Süsü apjáé, de az öreg Apasárkány már rég meghalt. Az öreg mindenes nekilát a takarításnak. A takarítás végén hiába várják meg Sárkányföld népére, de Süsü mégis király marad. |     |                             |                  |
| 2. | 2.  | Süsüke megszületik          | 2001. május 13.  |
| Az öreg mindenes fel-alá sétálva várja az újszülöttet. Végre megtörténik, megszületett a sárkánygyerek. Most éppen eszik-iszik, azután megnő. Süsüke lett a sárkánygyerek neve, az öreg mindenessel szeret játszani. A piros pecsenye-játékban és a versenyfutásban mindig győz. Végül együtt sétálnak. |     |                             |                  |
| 3. | 3.  | Az öreg Varázsló            | 2001. május 19.  |
| Az öreg mindenes és Süsüke éppen egy barlang felé gyalogolnak. A barlangban az öreg varázsló lakik, akit száz éve nem látta senki, de ő mégis csak százéves. Süsüke egyedül merészkedik a Varázsló barlangjába. Találkozik vele. Összebarátkoznak, a Varázsló elővarázsolja Süsükének a labdát, fakardot és egy mesét Sárkányország népéről, akik külön barlangban bújnak éveken keresztül.                                                                        |     |                             |                  |
| 4. | 4.  | Előcsalják a sárkányokat    | 2001. május 20.  |
| Süsü és az öreg mindenes felfedezőúton keresik Süsükét, aki most az öreg varázslóval van elfoglalva. Varázslattal szabadjára engedi a sárkányokat, akik kuksoltak és morogtak. Süsüke szolmizáló nevet adja nekik, énekelni tanítja és játszik velük a labdájával. Süsü megörül, hogy végre meglett a Sárkányföld népei is Süsükével együtt. A szolmizáló sárkányok jól érzik magukat.                                                                             |     |                             |                  |
| 5. | 5.  | Süsüke beteg lesz           | 2001. május 26.  |
| Süsükének fáj mindene, a szülei és az öreg mindenes pedig aggódnak érte. Beteg lett. Titokban az öreg varázsló megvizsgálja Süsükét, majd a szolmizáló sárkányoknak kér segítséget az orvosság elkészítésére. Az öreg mindenes egy vödörbe küldi az orvosság hozzávalóit, bűvöskristály lesz belőle, ettől Süsüke meggyógyul. |     |                             |                  |
| 6. | 6.  | Süsüke születésnapja        | 2001. május 27.  |
| Süsü azt sejti, hogy ma van Süsüke születésnapja. Süsüke nem örül, mert neki nincs gyerekjátszótársa. Teljesül a vágya, a Kiskirályfi érkezik Sárkányföldre szülinapi ajándékkal. Süsüke bemutatja a Kiskirályfinak a barátait. Azoktól kapnak ajándékokat. |     |                             |                  |
| 7. | 7.  | A nagy Ki Mit Tud           | 2001. június 2.  |
| Süsüke és Kiskirályfi rendeznek egy nagy Ki-mit-tud vetélkedőt, mindenki lelkesen készül erre a pillanatra. Az öreg varázsló lesz a zsűrielnök. Mindenki tehetségét büszkélkednek. A végén kapnak díjakat, mindenki megérdemli. |     |                             |                  |
| 8. | 8.  | Süsükét elrabolják          | 2001. június 3.  |
| Süsüke elhatározza, hogy bújócskázni szeretne a többiekkel, az öreg mindenes lesz a hunyó. Keresi, kivéve Süsükét, mert üzenet érkezett, hogy Süsükét elrabolják. Süsü, Kiskirályfi, Sárkánylány és az öreg mindenes Süsüke nyomait követi, a végén Süsüke előkerül, mert egy szikla mögé bújt. Azért rabolta el saját magát, mert azt gondolja, hogy őt mennyire szeretik.                                                                                        |     |                             |                  |
| 9. | 9.  | Játék-háború                | 2001. június 9.  |
| Süsüke és a Kiskirályfi napozik, még a sárkányok is unalmasan. Süsü azt tanácsolja, hogy játszanak háborúsdit. A Két fővezér Süsüke és a Kiskirályfi lesz, saját katonáival csatáznak. A csata végére az öreg varázsló, mivel azt hiszi, hogy ez igazi háborúnak tűnik, rájuk varázsolja bénaságra, kivéve a két fővezérre. |     |                             |                  |
| 10. | 10. | Mindenki más szeretne lenni | 2001. június 10. |
| Az öreg mindenes letisztítja a királyi tükröt, néznek is magukon. Süsüke és a Kiskirályfi elhatározza, hogy rendezzenek egy álarcosbált, mindenki beöltözik. Sárkánylány boszorkánynak, Süsü kalóznak, a varázsló bohócnak, a mindenes tűzoltónak, a sárkányok pedig sasnak, szélmalomnak, kávédarálónak, napraforgónak és tökkirálynak vannak öltözve. Süsüke és a Kiskirályfi pedig szörnyetegnek.                                                               |     |                             |                  |
| 11. | 11. | Kincskereső                 | 2001. június 16. |
| Süsüke és a Kiskirályfi azon gondolkodnak, hogy milyen kincseket lehet találni. Egy varázsvessző segítségével kutatnak kincseket. Sárkánylánynak a hajcsatját, Mindenes az ajtókulcsot, Varázslónak a forrásvizet, Süsünek a vadkörtét és sárkányoknak pedig az orgonát találják meg. Süsükének a Kiskirályfi lehet a kincs, mert a barátság nagyobb kincs a többinél.                                                                                             |     |                             |                  |
| 12. | 12. | A tisztaság fél egészség    | 2001. június 17. |
| Sárkánylány úgy gondolja, hogy ideje lenne az országos nagytakarításnak. Elkezdi mindenki. Sárkánylány a királyi barlangot takarít, Süsü pedig porolja a palástját. Az öreg mindenes feltalálja a tüdőmeghajtású levegővel működő sóhajtógépet, mely szívó, úgy tudja pofozni a leveleket egy kupacra. Süsüke és a Kiskirályfi kipróbálják. A sárkányok a hegyoldalt mossák fel. Az öreg varázsló azon csodálkozik, hogy száz éve őnála nem is volt nagytakarítás. |     |                             |                  |
| 13. | 13. | A Kiskirályfi hazamegy      | 2001. június 23. |
| A sárkányföld határán túl egy furcsa üzenet érkezik, mindenki csodálkozik, hogy mi azok a füstjelek. Az öreg varázsló szerint azt mondja az üzenet: Vége a vakációnak, a Kiskirályfi jöjjön haza. Süsüke a Kiskirályfival akar menni világot látni. Lassanként mindenkitől elbúcsúznak és megígérnek az emléktárgyakra is. Elindulnak világot látni Emberföldön.                                                                                                   |     |                             |                  |

## Meseregények és verseskönyvek
- Süsüke, a sárkánygyerek (meseregény) (Gesta Könyvkiadó, 1998) Rajzolta: Füzesi Zsuzsa
- Süsüke újabb kalandjai (meseregény) (Gesta Könyvkiadó, 2000) Rajzolta: Foky Ottó
- Süsüke megszületik (verseskötet leporellóként) (Totem Plusz Könyvkiadó, 2009) Rajzolta: Javorniczky Nóra, Farkas Bea
- Süsüke nevet kap (verseskötet leporellóként) (Totem Plusz Könyvkiadó, 2009) Rajzolta: Javorniczky Nóra, Farkas Bea
- Süsüke reggelizik (verseskötet kifestőfüzetként) (Totem Plusz Könyvkiadó, 2009) Rajzolta: Javorniczky Nóra, Farkas Bea
- Süsüke kirándul (verseskötet kifestőfüzetként) (Totem Plusz Könyvkiadó, 2009) Rajzolta: Javorniczky Nóra, Farkas Bea
- Süsüke öltözködik (verseskötet kifestőfüzetként) (Totem Plusz Könyvkiadó, 2009) Rajzolta: Javorniczky Nóra, Farkas Bea
- Süsüke játszik (verseskötet leporellóként) (TotHál Könyvkiadó Kft., 2010) Rajzolta: Javorniczky Nóra, Farkas Bea
- Süsüke, a sárkánygyerek (meseregény) (Könyvmolyképző Kiadó (Szeged), 2013) Rajzolta: László Maya[14]
- Süsüke újabb kalandjai (meseregény) (Könyvmolyképző Kiadó (Szeged), 2014) Rajzolta: László Maya[15]

## Hangjáték
Csukás István: Süsüke, a sárkánygyerek és Süsüke újabb kalandjai című kötetei alapján készült 20 részes és 12 perces hangjátéksorozat is a Süsüke a sárkánykirályfi címmel, amelyet 2020. június 15-től – július 10-ig mutatták be a Magyar Katolikus Rádióban.

### Epizódok
| Sor. | Év. | Cím                              | Premier          |
| ---- | --- | -------------------------------- | ---------------- |
| 1.   | 1.  | Süsü hazatér                     | 2020. június 15. |
| 2.   | 2.  | Rend a lelke...                  | 2020. június 16. |
| 3.   | 3.  | Az újszülött érkezése            | 2020. június 17. |
| 4.   | 4.  | Süsüke játszik                   | 2020. június 18. |
| 5.   | 5.  | Az öreg varázsló                 | 2020. június 19. |
| 6.   | 6.  | Előcsalják a sárkányokat         | 2020. június 22. |
| 7.   | 7.  | Öröm után betegség               | 2020. június 23. |
| 8.   | 8.  | Gyógyír a bajra!                 | 2020. június 24. |
| 9.   | 9.  | A születésnapi meglepetés        | 2020. június 25. |
| 10.  | 10. | Kiskirályfi                      | 2020. június 26. |
| 11.  | 11. | Ki mit tud? 1. rész              | 2020. június 29. |
| 12.  | 12. | Ki mit tud? 2. rész              | 2020. június 30. |
| 13.  | 13. | Játék-háború 1. rész             | 2020. július 1.  |
| 14.  | 14. | Játék-háború 2. rész             | 2020. július 2.  |
| 15.  | 15. | Süsükét elrabolják               | 2020. július 3.  |
| 16.  | 16. | Kincskereső                      | 2020. július 6.  |
| 17.  | 17. | A tisztaság fél egészség 1. rész | 2020. július 7.  |
| 18.  | 18. | A tisztaság fél egészség 2. rész | 2020. július 8.  |
| 19.  | 19. | Üzenet külföldről                | 2020. július 9.  |
| 20.  | 20. | Szökés?                          | 2020. július 10. |

### Szereplők
- Süsü – Scherer Péter
- Sárkánylány – Herczeg Adrienn
- Mindenes – Szacsvay László
- Süsüke – Mohai Tamás
- Kiskirályfi – Sütő András
- Varázsló – Szélyes Imre
- Dó sárkány – Szatory Dávid
- Ré sárkány – Krausz Gábor
- Mi sárkány – Bárdi Gergő
- Fá sárkány – Bárnai Péter
- Szó sárkány – Mitrai Lukács Sándor

### Alkotók
- Szerző: Csukás István
- Rendezte és hangjátékká adaptálta: Egri Bálint
- Zeneszerző: Mogyoró Kornél
- Zenészek: Herr Attila, Horváth András Ádám, Mogyoró Kornél, Szokolay Dongó Balázs
- Hangmérnök: Gera Csilla, Liszkai Károly
- Gyártásvezető: Csókné Varga Hedvig, Varga Zita
- Zenei szerkesztő: Bögös Henrietta
- Szerkesztő: Gyarmathy Dóra
- Bemondó: Harcsik Róbert

Készült a Médiatanács támogatásával a Magyar Média Mecenatúra Program keretében

## Érdekességek
- A bábfilmsorozat forgatókönyvét a szerző balatonszárszói nyaralása közben írta meg.